# Безелектродний розряд
Безелектро́дний розря́д — вид високочастотного або імпульсного розряду, що спостерігається за відсутності будь-яких електродів у розрядній ділянці. Розрізняють розряди E- і H-типів. У першому випадку розрядний струм є струм зміщення, в другому — індукційним струмом.

## Фізика розряду
Безелектродний розряд розвивається завдяки об'ємній іонізації газу у високочастотному електромагнітному полі. При цьому зазвичай процеси на поверхні камери, в якій відбувається розряд, не відіграють істотної ролі. Виняток становлять розряди в газах за дуже низького тиску, в яких довжина вільного пробігу електрона перевищує розміри камери. В цьому випадку параметри розряду визначаються величиною вторинної емісії електронів зі стінок.
Характеристики безелектродних розрядів залежать від наявності й величини магнітного поля, в якому розвивається розряд. Зокрема, при вміщенні в магнітне поле знижується інтенсивність електромагнітного поля, необхідна для запалювання розряду E-типу. У сильному магнітному полі змінюється характер запалювання розряду H-типу.

## Використання
Безелектродні розряди знайшли широке застосування в техніці. Наприклад, їх використовують в іонних прискорювачах як джерела іонів. Застосовують такі розряди також і в спектральному аналізі газових сумішей.
Безелектродний розряд є основним джерелом отримання плазми в установках термоядерного синтезу з магнітним утриманням плазми, наприклад, у токамаках і стелараторах. У цьому випадку утворювана плазма нагрівається до екстремально високих температур і не повинна контактувати зі стінками камери. Це досягається, по-перше, завдяки використанню безелектродного розряду — плазма генерується далеко від стінок або інших твердотільних поверхонь, а по-друге, за рахунок використання сильного магнітного поля, яке утримує розігріту плазму.